# Basanasca parcens
Basanasca parcens är en fjärilsart som beskrevs av Edward Meyrick 1922. Basanasca parcens ingår i släktet Basanasca och familjen äkta malar. Inga underarter finns listade i Catalogue of Life.